# Núcleo galáctico ativo
Um núcleo galáctico ativo (AGN) é uma região compacta no centro de uma galáxia que tem uma luminosidade muito maior do que o normal em pelo menos uma parte do espectro eletromagnético com características que indicam que a luminosidade não é produzida por estrelas. Esse excesso de emissão não estelar foi observado nas bandas de ondas de rádio, micro-ondas, infravermelho, óptico, ultravioleta, raios-X e raios gama. Uma galáxia que hospeda um AGN é chamada de "galáxia ativa". A radiação não estelar de um AGN é teorizada como resultado do acreção de matéria por um buraco negro supermassivo no centro de sua galáxia hospedeira.
Os núcleos galácticos ativos são as fontes persistentes mais luminosas de radiação eletromagnética no universo e, como tal, podem ser usados como meio de descobrir objetos distantes; sua evolução em função do tempo cósmico também impõe restrições aos modelos do cosmos.
As características observadas de um AGN dependem de várias propriedades, como a massa do buraco negro central, a taxa de acreção de gás no buraco negro, a orientação do disco de acreção, o grau de obscurecimento do núcleo pela poeira cósmica e a presença ou ausência de jatos.
Numerosas subclasses de AGN foram definidas com base em suas características observadas; os AGN mais poderosos são classificados como quasares. Um blazar é um AGN com um jato apontado para a Terra, no qual a radiação do jato é aumentada por radiação relativística.

## História

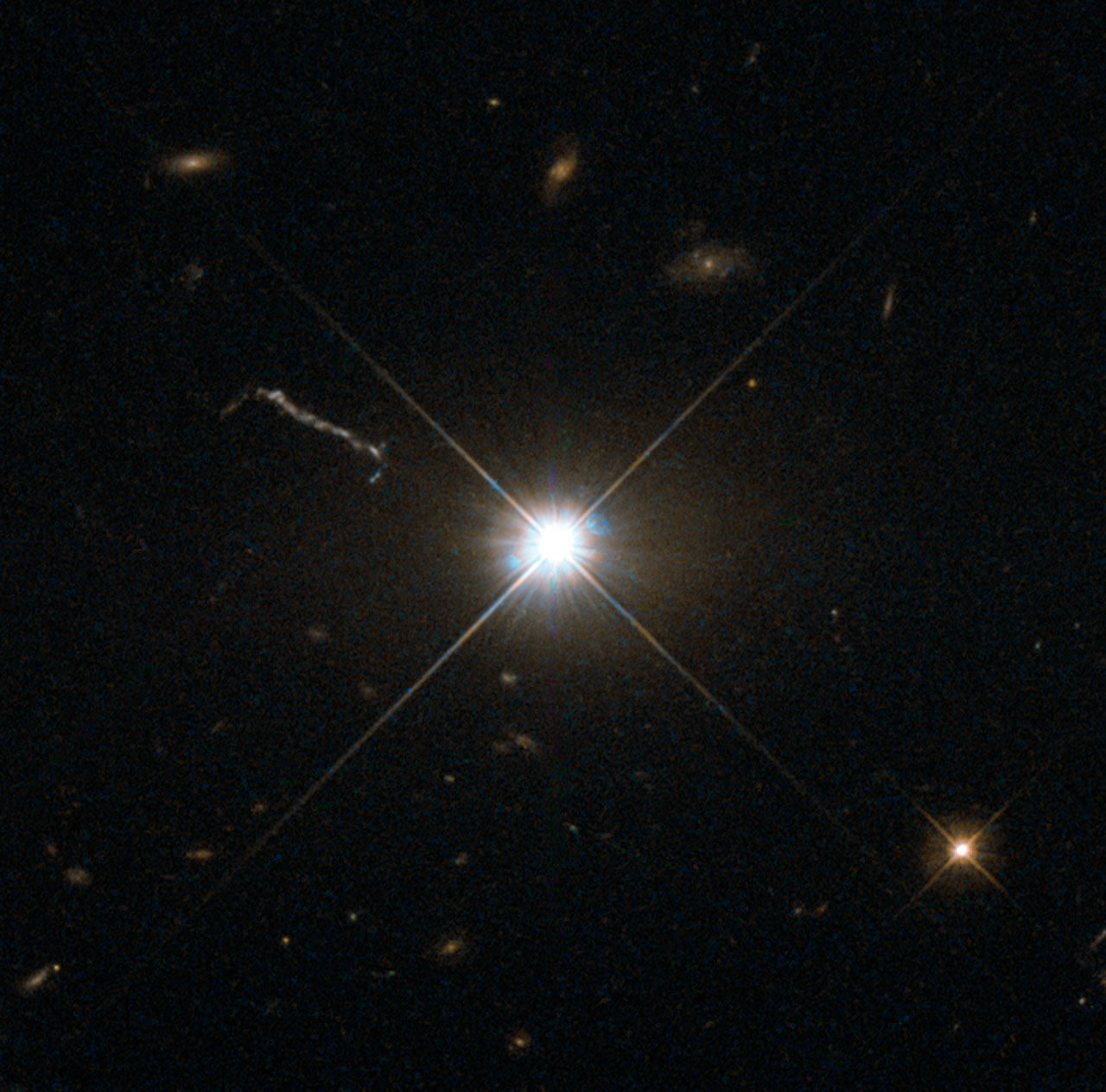
Quasar 3C 273 observado pelo Telescópio Espacial Hubble

Durante a primeira metade do século XX, observações fotográficas de galáxias próximas detectaram algumas assinaturas características de emissão de AGN, embora ainda não houvesse uma compreensão física da natureza do fenômeno AGN. Algumas observações iniciais incluíram a primeira detecção espectroscópica de linhas de emissão dos núcleos de NGC 1068 e Messier 81 por Edward Fath (publicado em 1909), e a descoberta do jato em Messier 87 por Heber D. Curtis (publicado em 1918). Outros estudos espectroscópicos feitos por astrônomos, incluindo Vesto M. Slipher, Milton L. Humason e Nicholas U. Mayall, notaram a presença de linhas de emissão incomuns em alguns núcleos de galáxias. Em 1943, Carl K. Seyfert publicou um artigo no qual descrevia observações de galáxias próximas com núcleos brilhantes que eram fontes de linhas de emissão extraordinariamente amplas. As galáxias observadas como parte deste estudo incluíram NGC 1068, NGC 4151, NGC 3516 e NGC 7469. Galáxias ativas como essas são conhecidas como galáxias Seyfert em homenagem ao trabalho pioneiro de Seyfert.
O desenvolvimento da radioastronomia foi um grande catalisador para a compreensão do AGN. Algumas das primeiras fontes de rádio detectadas são galáxias elípticas ativas próximas, como Messier 87 e Centaurus A. Outra fonte de rádio, Cygnus A, foi identificada por Walter Baade e Rudolph Minkowski como uma galáxia distorcida por maré com um espectro de linha de emissão incomum, tendo uma velocidade de recessão de 16.700 km por segundo. A pesquisa de rádio 3C levou a um maior progresso na descoberta de novas fontes de rádio, bem como na identificação das fontes de luz visível associadas à emissão de rádio. Em imagens fotográficas, alguns desses objetos tinham aparência quase pontual ou quase estelar e foram classificados como "fontes de rádio quase estelares" (mais tarde abreviadas como "quasares").
O astrofísico armênio soviético Viktor Ambartsumian introduziu os Núcleos Galácticos Ativos no início da década de 1950. Na Conferência de Física de Solvay em 1958, Ambartsumian apresentou um relatório argumentando que "explosões em núcleos galácticos fazem com que grandes quantidades de massa sejam expelidas. Para que essas explosões ocorram, os núcleos galácticos devem conter corpos de enorme massa e natureza desconhecida. Deste ponto em diante, os Núcleos Galácticos Ativos (AGN) tornaram-se um componente chave nas teorias da evolução galáctica". Sua ideia foi inicialmente aceita com ceticismo.
Um grande avanço foi a medição do desvio para o vermelho do quasar 3C 273 por Maarten Schmidt, publicado em 1963. Schmidt observou que, se esse objeto era extragaláctico (fora da Via Láctea, a uma distância cosmológica), seu grande desvio para o vermelho de 0.158 implicava que era a região nuclear de uma galáxia cerca de 100 vezes mais poderosa do que outras galáxias de rádio que haviam sido identificadas. Pouco depois, espectros ópticos foram usados para medir os desvios para o vermelho de um número crescente de quasares, incluindo 3C 48, ainda mais distantes no desvio para o vermelho de 0.37.
As enormes luminosidades desses quasares, bem como suas propriedades espectrais incomuns, indicavam que sua fonte de energia não poderia ser estrelas comuns. O acreção de gás em um buraco negro supermassivo foi sugerido como a fonte do poder dos quasares em artigos de Edwin E. Salpeter e Jakov Seldovich em 1964. Em 1969, Donald Lynden-Bell propôs que as galáxias próximas contêm buracos negros supermassivos em seus centros como relíquias de quasares "mortos", e que a acreção de buracos negros era a fonte de energia para a emissão não estelar nas galáxias Seyfert próximas. Nas décadas de 1960 e 1970, as primeiras observações astronômicas de raios-X demonstraram que galáxias Seyfert e quasares são fontes poderosas de emissão de raios-X, que se originam das regiões internas dos discos de acreção de buracos negros.
Hoje, os AGN são um tópico importante da pesquisa astrofísica, tanto observacional quanto teórica. A pesquisa AGN abrange pesquisas observacionais para encontrar AGN em amplas faixas de luminosidade e desvio para o vermelho, exame da evolução cósmica e crescimento de buracos negros, estudos da física de acreção de buracos negros e emissão de radiação eletromagnética de AGN, exame das propriedades dos jatos e fluxos de matéria do AGN, e o impacto da acreção de buracos negros e atividade quasar na evolução da galáxia.

## Modelos

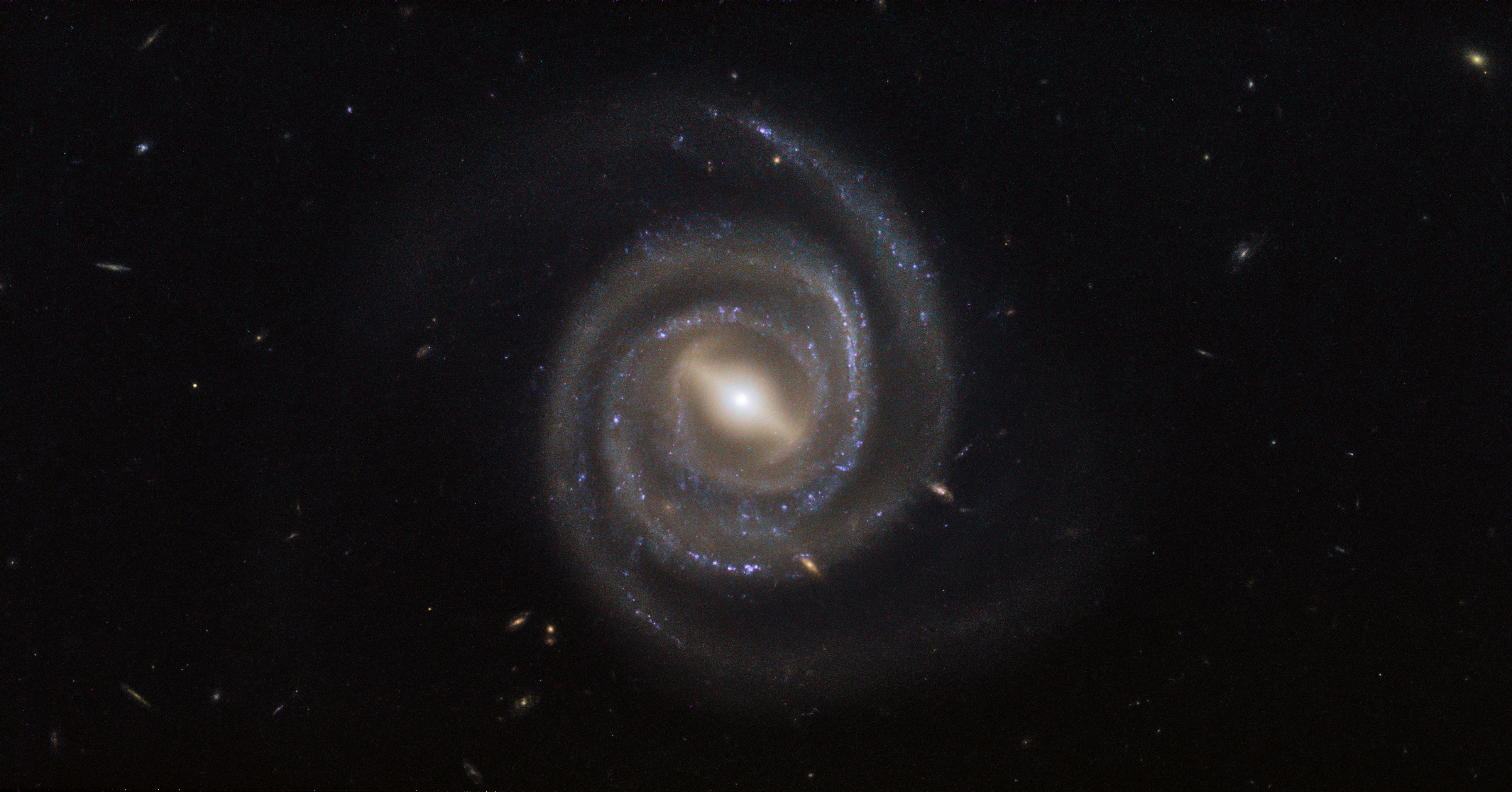
UGC 6093 é classificada como uma galáxia ativa, o que significa que ela hospeda um núcleo galáctico ativo

Por muito tempo foi argumentado que um AGN deve ser alimentado pelo acreção de massa em buracos negros maciços (106 a 1010 vezes a massa solar). AGN são compactos e persistentemente extremamente luminosos. A acreção pode potencialmente dar uma conversão muito eficiente de energia potencial e cinética em radiação, e um buraco negro massivo tem uma alta luminosidade de Eddington e, como resultado, pode fornecer a alta luminosidade persistente observada. Acredita-se agora que existem buracos negros supermassivos nos centros da maioria, senão de todas as galáxias massivas, uma vez que a massa do buraco negro se correlaciona bem com a dispersão de velocidade do bojo galáctico (a relação M-sigma) ou com a luminosidade do bojo. Assim, características semelhantes a AGN são esperadas sempre que um suprimento de material para acreção entra na esfera de influência do buraco negro central.

### Disco de acreção
No modelo padrão de AGN, o material frio próximo a um buraco negro forma um disco de acreção. Processos dissipativos no disco de acreção transportam a matéria para dentro e o momento angular para fora, enquanto fazem com que o disco de acreção se aqueça. O espectro esperado de um disco de acreção atinge o pico na banda de onda óptica-ultravioleta; além disso, uma coroa de material quente se forma acima do disco de acreção e pode espalhar fótons de Compton inverso até energias de raios-X. A radiação do disco de acreção excita o material atômico frio próximo ao buraco negro e este, por sua vez, irradia em linhas de emissão específicas. Uma grande fração da radiação AGN pode ser obscurecida por gás interestelar e poeira perto do disco de acreção, mas (em uma situação de estado estacionário) isso será re-irradiado em alguma outra banda de onda, provavelmente o infravermelho.

### Jatos relativísticos

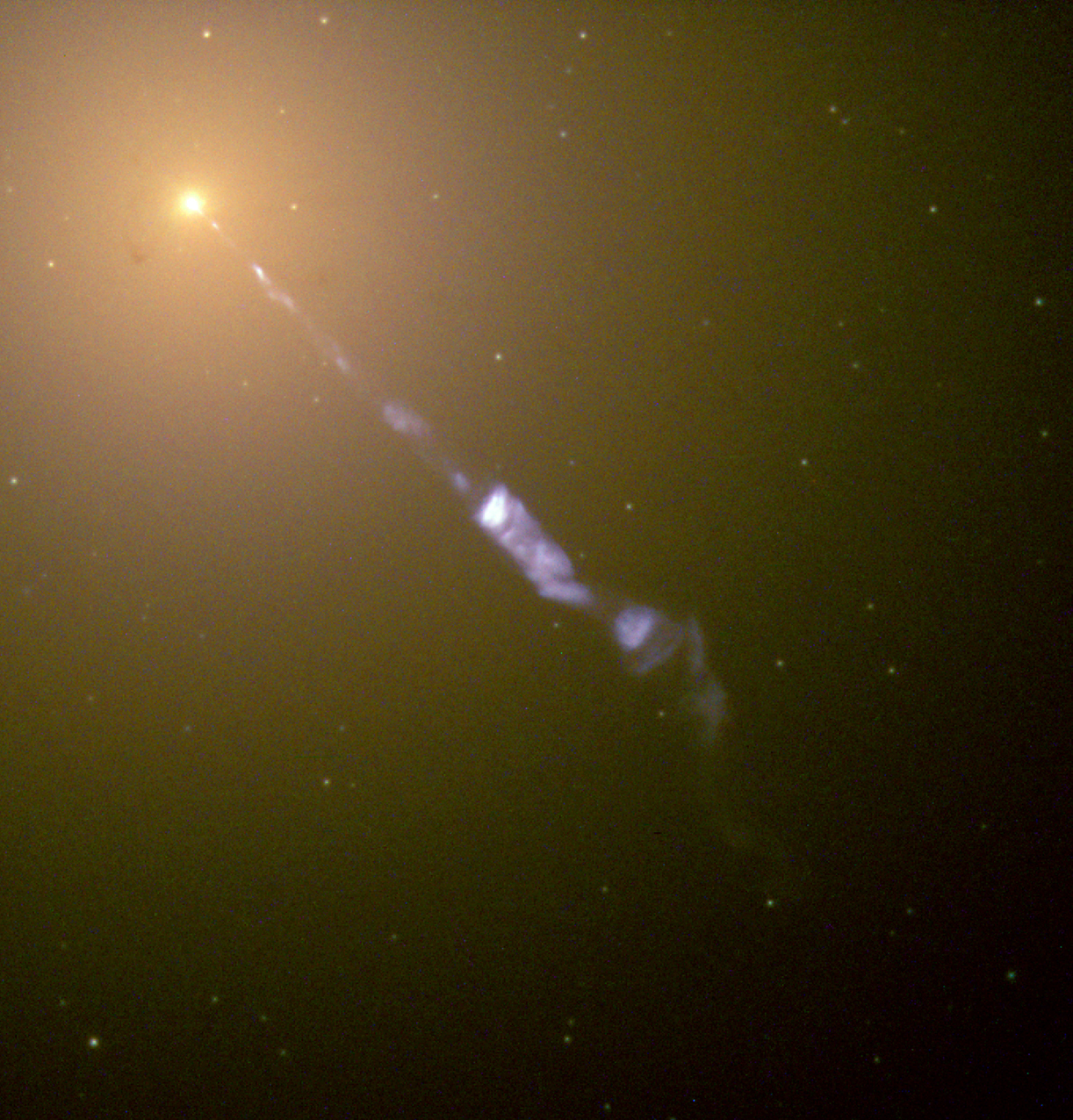
Imagem tirada pelo Telescópio Espacial Hubble de um jato de 5.000 anos-luz de comprimento ejetado da galáxia ativa Messier 87. A radiação síncrotron azul contrasta com a luz estelar amarela da galáxia hospedeira

Alguns discos de acreção produzem jatos de fluxos gêmeos, altamente colimados e rápidos que emergem em direções opostas de perto do disco. A direção da ejeção do jato é determinada pelo eixo do momento angular do disco de acreção ou pelo eixo de rotação do buraco negro. O mecanismo de produção do jato e, de fato, a composição do jato em escalas muito pequenas não são compreendidos atualmente devido à resolução dos instrumentos astronômicos ser muito baixa. Os jatos têm seus efeitos observacionais mais óbvios na banda de ondas de rádio, onde a Interferometria de Longa Linha de Base pode ser usada para estudar a radiação síncrotron que eles emitem em resoluções de escalas sub-parsec. No entanto, eles irradiam em todas as bandas de onda do rádio até a faixa de raios gama através do síncrotron e do processo de espalhamento de Compton inverso, e assim os jatos AGN são uma segunda fonte potencial de qualquer radiação contínua observada.

### AGN radiativamente ineficiente
Existe uma classe de soluções "radiativamente ineficientes" para as equações que governam a acreção. Existem várias teorias, mas a mais conhecida delas é a Fluxo de Acreção Dominado por Advecção (ADAF). Nesse tipo de acreção, que é importante para taxas de acreção bem abaixo do limite de Eddington, a matéria acretiva não forma um disco fino e, consequentemente, não irradia eficientemente a energia que adquiriu ao se aproximar do buraco negro. Acreção radiativamente ineficiente tem sido usada para explicar a falta de forte radiação do tipo AGN de buracos negros massivos nos centros de galáxias elípticas em aglomerados, onde de outra forma poderíamos esperar altas taxas de acreção e luminosidades correspondentemente altas. Espera-se que o AGN radiativamente ineficiente não tenha muitas das características do AGN padrão com um disco de acreção.

## Aceleração de partículas
AGN são uma fonte candidata de raios cósmicos de alta e ultra-alta energia (Mecanismo centrífugo de aceleração).

## Características observacionais
Não existe uma única assinatura observacional de um AGN. A lista abaixo abrange alguns dos recursos que permitiram que os sistemas fossem identificados como AGN.
- Emissão de contínuo óptico nuclear. Isso é visível sempre que houver uma visão direta do disco de acreção. Os jatos também podem contribuir para esse componente da emissão de AGN. A emissão óptica tem uma dependência aproximadamente da lei de potência do comprimento de onda.
- Emissão infravermelha nuclear. Isso é visível sempre que o disco de acreção e seu ambiente são obscurecidos por gás e poeira próximos ao núcleo e depois reemitidos ('reprocessamento'). Por se tratar de emissão térmica, pode ser distinguida de qualquer emissão relacionada a jato ou disco.
- Amplas linhas de emissão óptica. Estes vêm de material frio próximo ao buraco negro central. As linhas são largas porque o material emissor está girando em torno do buraco negro com altas velocidades, causando uma série de deslocamentos Doppler dos fótons emitidos.
- Linhas de emissão óptica estreitas. Estes vêm de material frio mais distante e, portanto, são mais estreitos do que as linhas largas.
- Emissão contínua de rádio. Isto é sempre devido a um jato. Ele mostra um espectro característico da radiação síncrotron.
- Emissão contínua de raios-X. Isso pode surgir tanto de um jato quanto da coroa quente do disco de acreção por meio de um processo de espalhamento: em ambos os casos, mostra um espectro de lei de potência. Em alguns AGN rádio-silenciosos há um excesso de emissão de raios-X suaves além do componente de lei de potência. A origem dos raios-X moles não é clara no momento.
- Emissão de linha de raios-X. Isso é resultado da iluminação de elementos pesados frios pelo contínuo de raios-X que causa fluorescência das linhas de emissão de raios-X, sendo a mais conhecida a característica do ferro em torno de 6.4 keV. Essa linha pode ser estreita ou larga: linhas de ferro relativisticamente ampliadas podem ser usadas para estudar a dinâmica do disco de acreção muito próximo ao núcleo e, portanto, a natureza do buraco negro central.

## Tipos de galáxias ativas
É conveniente dividir o AGN em duas classes, convencionalmente chamadas de rádio-silencioso e rádio-alto. Objetos de alto volume de rádio têm contribuições de emissão tanto do(s) jato(s) quanto dos lóbulos que os jatos inflam. Essas contribuições de emissão dominam a luminosidade do AGN em comprimentos de onda de rádio e possivelmente em alguns ou todos os outros comprimentos de onda. Objetos silenciosos em rádio são mais simples, pois o jato e qualquer emissão relacionada ao jato podem ser desprezados em todos os comprimentos de onda.
A terminologia AGN é muitas vezes confusa, uma vez que as distinções entre os diferentes tipos de AGN às vezes refletem diferenças históricas em como os objetos foram descobertos ou inicialmente classificados, em vez de diferenças físicas reais.

### AGN de rádio-silencioso
- Regiões de linha de emissão nuclear de baixa ionização (LINERs). Como o nome sugere, esses sistemas mostram apenas regiões fracas de linha de emissão nuclear e nenhuma outra assinatura de emissão de AGN. É discutível[23] se todos esses sistemas são verdadeiros AGN (alimentados por acreção em um buraco negro supermassivo). Se forem, eles constituem a classe de luminosidade mais baixa de AGN de rádio-silencioso. Alguns podem ser análogos de radio-silenciosos das galáxias de rádio de baixa excitação (veja abaixo).
- Galáxias Seyfert. Seyferts foram a primeira classe distinta de AGN a ser identificada. Eles mostram emissão contínua nuclear de alcance óptico, linhas de emissão estreitas e ocasionalmente amplas, emissão ocasionalmente forte de raios-X nucleares e, às vezes, um jato de rádio fraco em pequena escala. Originalmente, eles foram divididos em dois tipos conhecidos como Seyfert I e II: Seyfert I mostram fortes linhas de emissão amplas, enquanto Seyfert II não, e Seyfert I são mais propensos a mostrar fortes emissões de raios-X de baixa energia. Existem várias formas de elaboração deste esquema: por exemplo, Seyfert I com linhas largas relativamente estreitas às vezes são chamados de Seyfert I de linha estreita. As galáxias hospedeiras de Seyferts são geralmente galáxias espirais ou irregulares.
- Quasares/QSOs radio-silenciosos. Estas são versões essencialmente mais luminosas de Seyfert I: a distinção é arbitrária e geralmente é expressa em termos de uma magnitude óptica limitante. Os quasares eram originalmente 'quase-estelares' em imagens ópticas, pois tinham luminosidades ópticas maiores que a de sua galáxia hospedeira. Eles sempre mostram forte emissão contínua óptica, emissão contínua de raios-X e linhas de emissão óptica amplas e estreitas. Alguns astrônomos usam o termo QSO (Quasi-Stellar Object) para esta classe de AGN, reservando 'quasar' para objetos radio-alto, enquanto outros falam sobre quasares radio-silenciosos e radio-alto. As galáxias hospedeiras de quasares podem ser espirais, irregulares ou elípticas. Existe uma correlação entre a luminosidade do quasar e a massa de sua galáxia hospedeira, em que os quasares mais luminosos habitam as galáxias mais massivas (elípticas).
- 'Quasar II'. Por analogia com Seyfert II, estes são objetos com luminosidades semelhantes a quasares, mas sem forte emissão de contínuo nuclear óptico ou emissão de linha ampla. Eles são escassos em pesquisas, embora vários possíveis candidatos a quasar II tenham sido identificados.

### AGN de rádio-alto
Veja o artigo principal Galáxia de rádio para uma discussão sobre o comportamento em larga escala dos jatos. Aqui, apenas os núcleos ativos são discutidos.
- Quasares de rádio-alto se comportam exatamente como quasares de rádio-silencioso com a adição de emissão de um jato. Assim, eles mostram forte emissão contínua óptica, linhas de emissão amplas e estreitas e forte emissão de raios-X, juntamente com emissão de rádio nuclear e muitas vezes estendida.
- As classes “Blazars” (objetos BL Lacertae e quasares OVV) são distinguidas por emissão óptica polarizada, rádio e raios-X rapidamente variável. Os objetos BL Lacertae não mostram linhas de emissão óptica, largas ou estreitas, de modo que seus desvios para o vermelho só podem ser determinados a partir de características nos espectros de suas galáxias hospedeiras. As características da linha de emissão podem estar intrinsecamente ausentes ou simplesmente inundadas pelo componente variável adicional. Neste último caso, as linhas de emissão podem se tornar visíveis quando o componente variável estiver em um nível baixo.[24] Os quasares OVV se comportam mais como quasares padrão de rádio-alto com a adição de um componente rapidamente variável. Em ambas as classes de fonte, acredita-se que a emissão variável se origine em um jato relativístico orientado próximo à linha de visão. Os efeitos relativísticos amplificam tanto a luminosidade do jato quanto a amplitude da variabilidade.
- Galáxias de rádio. Esses objetos mostram emissão de rádio nuclear e estendida. Suas outras propriedades AGN são heterogêneas. Eles podem ser divididos em classes de baixa excitação e alta excitação.[25][26] Objetos de baixa excitação não mostram linhas de emissão estreitas ou largas fortes, e as linhas de emissão que eles têm podem ser excitadas por um mecanismo diferente.[27] Sua emissão nuclear óptica e de raios-X é consistente com originando-se puramente em um jato.[28][29] Eles podem ser os melhores candidatos atuais para AGN com acréscimo radiativamente ineficiente. Por outro lado, objetos de alta excitação (galáxias de rádio de linhas estreitas) têm espectros de linha de emissão semelhantes aos de Seyfert II. A pequena classe de galáxias de rádio de linha larga, que mostra emissão de continuum óptico nuclear relativamente forte[30] provavelmente inclui alguns objetos que são simplesmente quasares de rádio-alto de baixa luminosidade. As galáxias hospedeiras de rádio-galáxias, qualquer que seja seu tipo de linha de emissão, são essencialmente sempre elípticas.

| Tipo de galáxia  | Núcleo ativo | Linhas de emissão | Linhas de emissão          | Raios-X | Excesso de | Excesso de  | Rádio potente | Jatos | Variável | Rádio-alto |
| Tipo de galáxia  | Núcleo ativo | Estreito          | Largo                      | Raios-X | UV         | IR distante | Rádio potente | Jatos | Variável | Rádio-alto |
| ---------------- | ------------ | ----------------- | -------------------------- | ------- | ---------- | ----------- | ------------- | ----- | -------- | ---------- |
| Normal (não-AGN) | não          | fraco             | não                        | fraco   | não        | não         | não           | não   | não      | não        |
| LINER            | desconhecido | fraco             | fraco                      | fraco   | não        | não         | não           | não   | não      | não        |
| Seyfert I        | sim          | sim               | sim                        | algum   | algum      | sim         | pouco         | não   | sim      | não        |
| Seyfert II       | sim          | sim               | não                        | algum   | algum      | sim         | pouco         | não   | sim      | não        |
| Quasar           | sim          | sim               | sim                        | algum   | sim        | sim         | algum         | algum | sim      | algum      |
| Blazar           | sim          | não               | algum                      | sim     | sim        | não         | sim           | sim   | sim      | sim        |
| BL Lacertae      | sim          | não               | não/pouco                  | sim     | sim        | não         | sim           | sim   | sim      | sim        |
| OVV              | sim          | não               | mais forte que BL Lacertae | sim     | sim        | não         | sim           | sim   | sim      | sim        |
| Galáxia de rádio | sim          | algum             | algum                      | algum   | algum      | sim         | sim           | sim   | sim      | sim        |

## Unificação das espécies de AGN

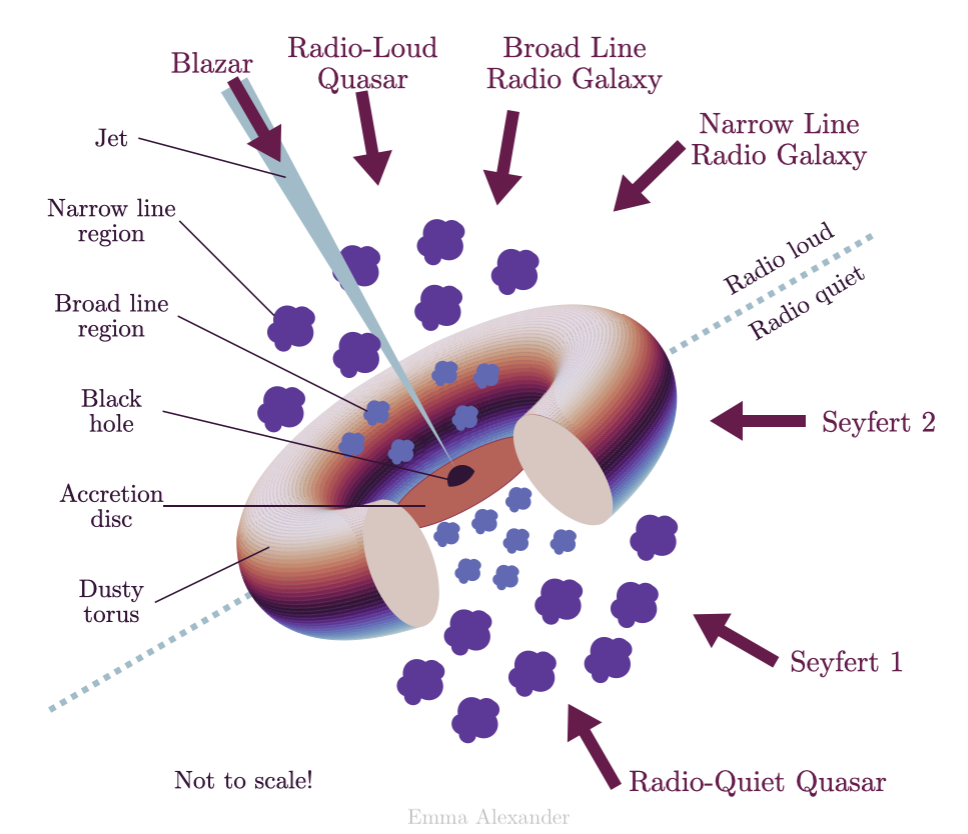
Modelos de AGN unificados

Modelos unificados propõem que diferentes classes observacionais de AGN são um único tipo de objeto físico observado sob diferentes condições. Os modelos unificados atualmente preferidos são 'modelos unificados baseados em orientação', o que significa que eles propõem que as diferenças aparentes entre diferentes tipos de objetos surgem simplesmente por causa de suas diferentes orientações para o observador. No entanto, eles são debatidos (veja abaixo).

### Unificação de rádio-silencioso
Em baixas luminosidades, os objetos a serem unificados são as galáxias Seyfert. Os modelos de unificação propõem que em Seyfert I o observador tenha uma visão direta do núcleo ativo. Em Seyfert II o núcleo é observado através de uma estrutura obscurecedora que impede uma visão direta do contínuo óptico, região de linha larga ou emissão de raios-X (suave). O principal insight dos modelos de acreção dependentes da orientação é que os dois tipos de objetos podem ser os mesmos se apenas certos ângulos da linha de visão forem observados. A imagem padrão é de um toro de material obscurecedor ao redor do disco de acreção. Deve ser grande o suficiente para obscurecer a região de linha larga, mas não grande o suficiente para obscurecer a região de linha estreita, que é vista em ambas as classes de objetos. Seyfert II são vistos através do toro. Fora do toro há material que pode espalhar parte da emissão nuclear em nossa linha de visão, permitindo-nos ver alguns contínuos ópticos e de raios-X e, em alguns casos, amplas linhas de emissão, que são fortemente polarizadas, mostrando que têm foram espalhados e provando que alguns Seyfert II realmente contêm Seyfert I ocultos. Observações infravermelhas dos núcleos de Seyfert II também suportam esta imagem.
Em luminosidades mais altas, os quasares substituem os Seyfert I, mas, como já mencionado, os 'quasares II' correspondentes são elusivos no momento. Se eles não tiverem o componente de espalhamento de Seyfert II, eles seriam difíceis de detectar, exceto através de sua linha estreita luminosa e emissão de raios-X rígidos.

### Unificação de rádio-alto
Historicamente, o trabalho na unificação de rádio-alto concentrou-se em quasares de rádio-alto de alta luminosidade. Estas podem ser unificadas com galáxias de rádio de linhas estreitas de uma maneira diretamente análoga à unificação de Seyfert I/II (mas sem a complicação de um componente de reflexão: as galáxias de rádio de linhas estreitas não mostram um contínuo óptico nuclear ou X refletido componente de raios solares, embora ocasionalmente mostrem emissão de linha larga polarizada). As estruturas de rádio em grande escala desses objetos fornecem evidências convincentes de que os modelos unificados baseados em orientação são realmente verdadeiros. Evidências de raios-X, quando disponíveis, apoiam a imagem unificada: as galáxias de rádio mostram evidências de obscurecimento de um toro, enquanto os quasares não, embora deva-se tomar cuidado, pois os objetos com alto volume de rádio também têm um componente macio relacionado ao jato não absorvido e alta resolução é necessária para separar a emissão térmica do ambiente de gás quente em grande escala das fontes. Em ângulos muito pequenos em relação à linha de visão, os raios relativísticos dominam e vemos um blazar de alguma variedade.
No entanto, a população de galáxias de rádio é completamente dominada por objetos de baixa luminosidade e baixa excitação. Estes não mostram fortes linhas de emissão nuclear, largas ou estreitas, eles têm contínuos ópticos que parecem estar inteiramente relacionados ao jato, e sua emissão de raios-X também é consistente com a vinda puramente de um jato, sem nenhum componente nuclear fortemente absorvido em geral. Esses objetos não podem ser unificados com quasares, embora incluam alguns objetos de alta luminosidade quando se observa a emissão de rádio, já que o toro nunca pode ocultar a região da linha estreita na extensão necessária e como estudos de infravermelho mostram que eles não têm núcleos ocultos: na verdade não há nenhuma evidência de um toro nesses objetos. Muito provavelmente, eles formam uma classe separada na qual apenas a emissão relacionada ao jato é importante. Em pequenos ângulos em relação à linha de visão, eles aparecerão como objetos BL Lacertae.

### Críticas à unificação do rádio-silencioso
Na literatura recente sobre AGN, sendo objeto de intenso debate, um conjunto crescente de observações parece estar em conflito com algumas das principais previsões do Modelo Unificado, por exemplo que, cada Seyfert II tem um núcleo Seyfert I obscurecido (uma região de linha larga oculta).
Portanto, não se pode saber se o gás em todas as galáxias Seyfert II é ionizado devido à fotoionização de uma única fonte contínua não estelar no centro ou devido à ionização por choque de, por exemplo, intensas explosões de estrelas nucleares. Estudos espectropolarimétricos revelam que apenas 50% dos Seyfert II mostram uma região de linha ampla oculta e, portanto, dividem as galáxias Seyfert II em duas populações. As duas classes de populações parecem diferir por sua luminosidade, onde os Seyfert II sem uma região de linha ampla oculta são geralmente menos luminosos. Isso sugere que a ausência da região de linha larga está ligada à baixa razão de Eddington, e não ao obscurecimento.
O fator de cobertura do toro pode desempenhar um papel importante. Alguns modelos de toro preveem como Seyfert I e Seyfert II podem obter diferentes fatores de cobertura a partir de uma dependência da luminosidade e taxa de acreção do fator de cobertura do toro, algo apoiado por estudos no raio-x de AGN. Os modelos também sugerem uma dependência da taxa de acreção da região de linha ampla e fornecem uma evolução natural de motores mais ativos em Seyfert I para Seyfert II mais “mortos” e podem explicar a quebra observada do modelo unificado em baixas luminosidades e a evolução da região das linhas largas.
Enquanto os estudos de AGN único mostram desvios importantes das expectativas do modelo unificado, os resultados dos testes estatísticos têm sido contraditórios. A falha mais importante dos testes estatísticos por comparações diretas de amostras estatísticas de Seyfert I e Seyfert II é a introdução de vieses de seleção devido a critérios de seleção anisotrópicos.
Estudar galáxias vizinhas em vez do próprio AGN primeiro sugeriu que o número de vizinhos era maior para Seyfert II do que para Seyfert I, em contradição com o Modelo Unificado. Hoje, tendo superado as limitações anteriores de pequenos tamanhos de amostra e seleção anisotrópica, estudos de vizinhos de centenas a milhares de AGN mostraram que os vizinhos de Seyfert II são intrinsecamente mais empoeirados e mais formadores de estrelas do que Seyfert I e uma conexão entre Tipo AGN, morfologia da galáxia hospedeira e histórico de colisões. Além disso, estudos de agrupamento angular dos dois tipos de AGN confirmam que eles residem em ambientes diferentes e mostram que residem dentro de halos de matéria escura de diferentes massas. Os estudos do ambiente AGN estão alinhados com os modelos de unificação baseados em evolução onde Seyfert II se transformam em Seyfert I durante a fusão, apoiando modelos anteriores de ativação orientada por fusão de núcleos Seyfert I.
Embora a controvérsia sobre a solidez de cada estudo individual ainda prevaleça, todos eles concordam que os modelos mais simples baseados em ângulos de visão da Unificação AGN estão incompletos. Seyfert I e Seyfert II parecem diferir na formação de estrelas e na potência do motor AGN.
Embora ainda possa ser válido que um Seyfert I obscurecido possa aparecer como um Seyfert II, nem todos os Seyfert II devem hospedar um Seyfert I obscurecido. Entender se é o mesmo motor que aciona todos os Seyfert II, a conexão com AGN de rádio-alto, os mecanismos de variabilidade de alguns AGN que variam entre os dois tipos em escalas de tempo muito curtas e a conexão do tipo AGN a pequenos e ambiente de grande escala continuam a ser questões importantes a serem incorporadas em qualquer modelo unificado de núcleos galácticos ativos.

## Usos cosmológicos e evolução
Por muito tempo, as galáxias ativas mantiveram todos os registros para os objetos de maior desvio para o vermelho conhecidos no espectro óptico ou de rádio, devido à sua alta luminosidade. Eles ainda têm um papel a desempenhar nos estudos do universo primitivo, mas agora é reconhecido que um AGN fornece uma imagem altamente tendenciosa da galáxia "típica" de alto desvio para o vermelho.
A maioria das classes luminosas de AGN (rádio-alto e rádio-silencioso) parecem ter sido muito mais numerosas no início do universo. Isso sugere que buracos negros massivos se formaram no início e que as condições para a formação de AGN luminosos eram mais comuns no início do universo, como uma disponibilidade muito maior de gás frio perto do centro das galáxias do que atualmente. Isso também implica que muitos objetos que antes eram quasares luminosos agora são muito menos luminosos, ou totalmente quiescentes. A evolução da população AGN de baixa luminosidade é muito menos compreendida devido à dificuldade de observar esses objetos em altos desvios para o vermelho.